# 戈亚斯州新伊瓜苏
戈亚斯州新伊瓜苏（葡萄牙語：Nova Iguaçu de Goiás）是巴西戈亚斯州的一个市镇。总面积628.441平方公里，总人口2302人，人口密度3.7人/平方公里。